# Cattedrale copta ortodossa di San Marco
La Cattedrale copta ortodossa di San Marco è una cattedrale appartenente alla chiesa ortodossa copta d'Egitto e situata a Campalto, frazione di Venezia.

## Storia
I copti hanno un profondo legame con la città di Venezia, dato che secondo la tradizione l'annuncio del Vangelo è stato da loro ricevuto direttamente dalle mani di san Marco evangelista, considerato il loro "primo Pontefice" e sepolto inizialmente ad Alessandria d'Egitto, finché i veneziani non portarono nell'anno 828 la salma reliquiaria nella basilica lagunare. La comunità copta egiziana è composta da circa 700 persone a Venezia e 2000 persone in tutta la provincia (in gran parte impiegate nella ristorazione), mentre i fedeli ammontano a 15.000 nel Triveneto.
Dopo l'iniziale progetto del 2007 che portò alla variazione del piano regolatore comunale del 2009, la Fondazione Carpinetum offrì nel 2010 al vescovo Copto metropolita di Milano Anba Kirolos un terreno di 9.680 m² su cui edificare una nuova chiesa per la comunità copta veneziana. Ricevuta la concessione edilizia nel novembre 2011, i lavori sono iniziati dopo un anno. Il costo dell'opera è di circa 1,2 milioni di euro, a cui si sono aggiunti 600.000 euro per la realizzazione di un ulteriore edificio destinato a seminario.
A causa della sua architettura bizantino-esotica, nel 2014 la chiesa copta è stata vandalizzata dopo essere stata scambiata per una moschea islamica.
Nel 2020 parte del terreno è stato espropriato per il completamento della variante di Campalto della Strada statale 14 "Triestina".
Il 14 ottobre 2023, in presenza del papa copto Tawadros II di Alessandria d'Egitto e del patriarca Francesco Moraglia di Venezia, è stata inaugurata la nuova Cattedrale copta ortodossa di San Marco. 

## Descrizione
La chiesa progettata dall'architetto Nicola Randolfi  è caratterizzata da una grande cupola centrale di 10 metri di diametro e che raggiunge l'altezza di 20 metri, affiancata da due semicupole con identico raggio sul transetto, realizzate in calcestruzzo e gettate in opera.
La facciata, decorata con un lungo porticato, dispone di due campanili coronati da piccole cupole. La navata centrale è coperta da una volta a botte ed è affiancata da due navate laterali con piccole cupole.
Superato il giardino, la vasca per le abluzioni è circondata da un quadriportico. L'interno della chiesa, piuttosto semplice e munito di vetrate, dispone di 300 posti a sedere.